# Lamela (Guntín)
Lamela (llamada oficialmente Santa Mariña de Lamela) es una parroquia y una aldea española del municipio de Guntín, en la provincia de Lugo, Galicia.

## Otras denominaciones
La parroquia también es conocida por el nombre de Santa María de Lamela.

## Organización territorial
La parroquia está formada por cuatro entidades de población:
- Casístola
- Gandoi
- Lamela
- Treilán

## Demografía

### Parroquia
| Gráfica de evolución demográfica de Lamela (parroquia) entre 2000 y 2020 |
|                                                                          |
| Datos según el nomenclátor publicado por el INE.                         |

### Aldea
| Gráfica de evolución demográfica de Lamela (aldea) entre 2000 y 2020 |
|                                                                      |
| Datos según el nomenclátor publicado por el INE.                     |